# Список вулканів Демократичної Республіки Конго
Це список діючих і згаслих вулканів Демократичної Республіки Конго .

## Вулкани
| Назва           | Висота | Висота | Місцезнаходження                                               | Останнє виверження   |
| Назва           | метри  | фути   | Координати                                                     | Останнє виверження   |
| --------------- | ------ | ------ | -------------------------------------------------------------- | -------------------- |
| Май-Я-Мото      |        | -      | 0°56′ пд. ш. 29°20′ сх. д. / 0.93° пд. ш. 29.33° сх. д.        | 2000                 |
| Ньямурагіра     | 3058   | 10 033 | 1°24′29″ пд. ш. 29°12′00″ сх. д. / 1.408° пд. ш. 29.20° сх. д. | 2021 (продовжується) |
| Гора Ньїрагонго | 3470   | 11,384 | 1°31′ пд. ш. 29°15′ сх. д. / 1.52° пд. ш. 29.25° сх. д.        | 2021 (продовжується) |
| Тшібінда        | 1460   | 4790   | 2°19′ пд. ш. 28°45′ сх. д. / 2.32° пд. ш. 28.75° сх. д.        | Голоцен              |
| Бісоке          | 3711   | 12,175 | 1°28′12″ пд. ш. 29°29′31″ сх. д. / 1.47° пд. ш. 29.492° сх. д. | 1957                 |